# Ekstremalne środowiska pracy
Ekstremalne środowiska pracy – uogólniona nazwa typów środowisk pracy, będących z różnych względów skrajnie nieprzyjaznymi dla przetrwania człowieka, wypełniania przez niego zadań życiowych oraz celów organizacyjnych przy zachowaniu poczucia znaczenia wykonywanych ról.
Środowiska ekstremalne nigdy nie były i nie będą naturalnym miejscem bytowania człowieka. Warunki fizyczne panujące w nich uniemożliwiają przeżycie bez zastosowania specjalnych aparatur lub projektów technologiczno-architektonicznych. 
Warunkiem koniecznym do przeżycia w środowiskach ekstremalnych jest stworzenie habitatów, czyli odpowiednich warunków, spełniających wymagania zamieszkiwalności. Pełnią one role mezo środowiska, czyli środowiska izolowanego od warunków zewnętrznych i posiadającego cechy umożliwiające człowiekowi optymalny poziom funkcjonowania.
Wyróżnia się 3 podstawowe środowiska ekstremalne:
- środowisko przestrzeni kosmicznej
- środowisko podwodne
- środowisko polarne

## Problemy fizyczno-środowiskowe
W trakcie wykonywania zadań w środowiskach ekstremalnych ludzie używają specjalistycznych urządzeń, kompensujących niedogodności związane z warunkami fizycznymi. 
Konieczność pracy i przeżycia w środowiskach ekstremalnych zmusza do zmagania się z licznymi czynnikami fizycznymi, takimi jak:
- ciśnienie
- temperatura
- oświetlenie
- brak powietrza
- zmieniona grawitacja
- wyporność itp.

## Problemy psycho-społeczne
Stały pobyt w sztucznie stworzonym mezo środowisku stawia przed nim wymagania dotyczące nie tylko zoptymalizowania sposobu pracy ludzi w nim przebywających, ale też dotyczące:
- życia
- przetrwania
- regeneracji biologicznej
- czasu wolnego
- prywatności
- socjalizacji
- konfliktów w zamkniętej grupie społecznej
- ochrony przed deprywacją sensoryczną

Odpowiedzią na te wymaganie jest tworzenie mezo środowisk zgodnie z zasadami ergonomicznego projektowania architektonicznego, dążącego do optymalizacji przestrzeni w celu zaspokojenia podstawowych potrzeb społecznych, jak i prywatnych jednostki bez uszczerbku na ogólnej efektywności operacyjnej.